# ボスマン判決
ボスマン判決（―はんけつ、英: Bosman ruling）は、1995年12月15日に欧州司法裁判所で出された判決である。
ヨーロッパ連合（EU）に加盟する国の国籍を持つプロサッカー選手は、以前所属した（前所属の）クラブとの契約を完了した場合、EU域内の他クラブへの自由移籍が保証され、その際クラブ側は選手の所有権を主張出来ず、またEU域内のクラブはEU加盟国の国籍を持つ選手を外国籍扱いに出来ない、とした。

## 経緯
ボスマン判決の由来となったのは、ジャン＝マルク・ボスマン（Jean-Marc Bosman）である。
ボスマンは、ベルギーリーグ2部のRFCリエージュに所属していた。
1990年、ボスマンはRFCリエージュとの2年契約が満了、その後フランス2部リーグのUSLダンケルクからオファーを受け、移籍しようとしたが、RFCリエージュ側が難色を示し、ボスマンの所有権を主張して移籍を阻止しようとした。
当時はヨーロッパサッカー連盟（UEFA）の規約に基づきベルギー・フランスのサッカー協会のルールとして、「移籍金」の支払い要求による移籍規制条項が定められていた。そのため、当時のクラブと選手間の規約では、選手の所有権については、契約満了後であっても引き続き前所属のクラブが保持していたため、クラブが認めない限り選手の自由な移籍は不可能であった。
USLダンケルクから移籍金が支払われず、ボスマンの移籍オファーは破談となり、RFCリエージュは新シーズンの構想外とみなして選手登録を行なわず、ボスマンのキャリアは宙に浮いた状態であった。
これに対しボスマンは、RFCリエージュとベルギーサッカー協会に対し、所有権の放棄を求める訴えをベルギー国内の裁判所に起こし、1990年11月に勝訴。ボスマンは本来支払われるべき賃金の支払いと移籍が認められ、フランスリーグ3部のオリンピック・サン・カンタンに移った。
ここまでであれば、ボスマンとRFCリエージュだけの問題で終わっていたのだが、ボスマンはさらにヨーロッパサッカー連盟（UEFA）を相手取って
1. クラブとの契約が完全に終了した選手の所有権を、クラブは主張できない（つまり契約が終了した時点で移籍が自由化される）事の確認
2. EU域内であれば、EU加盟国籍所有者の就労は制限されないとしたEUの労働規約を、プロサッカー選手にも適用するべきである

とする内容の訴えを、欧州司法裁判所に起こした。
この訴訟は様々なプレッシャーを受けながらも、結局ボスマン側の勝訴に終わり、上述の2点の要求は完全に認められた。これによりボスマンは、サッカー選手としてのキャリアに華々しさはないものの、1990年代後半以降のヨーロッパのサッカーシーンにおいて最も有名なサッカー選手の一人となった。

## 影響
ボスマン判決以降、クラブにとっては従来の移籍金によるビジネスを行うことは難しくなった。現在では、5年や6年という長期間の契約を結んで、残った契約を買い取ってもらう方法で実質的な移籍金を得ている。逆に選手側では、移籍のハードルを低くするために長期の契約を結ばない者もいる。
一方で、EU域内の選手保有が制限されなくなったことを受けて、EU内のビッグネームの選手をかき集めることも可能になり、選手の流動化、リーグのマネーゲーム化、国際化が急激に加速することになった。ただし、こうした強化策が可能なのはごく一部のクラブに限られている。
2005年4月には、EUでの労働条件についてEU協約を結んでいるEU域外諸国についても、ボスマン判決が適用される旨の判決が、欧州司法裁判所で下された。